# Hastahana (Sarajevo)
Hastahana je park u Sarajevu. Nalazi se na lokalitetu najstarije bolnice u Sarajevu i Bosni i Hercegovini.

## Povijest
Podignuta je 1866. godine, u zadnjim godinama osmanske vladavine, za uprave Šerif Topal Osman-paše, posljednjeg valije Bosanskoga pašaluka i prvog valije Bosanskog vilajeta. Godine 1979. bolnica je proširena izgradnjom još jedne zgrade, ali su obje objekta tijekom rata u Bosni i Hercegovini znatno stradala, s tim da je objekt Hastahane u potpunosti stradao. S obzirom na to da je bio neuporbljiv, nakon rat nije obnavljen. Na tom mjestu je napravljen park. U drugom objektu bolnice, koji je obnovljen poslije rata, bolnica je nastavila svoj rad pod imenom Opća bolnica Abdulah Nakaš.